# Філер
Філе́р (від фр. fileur — «той, хто стежить») — детектив, агент охоронного відділення, або кримінально-розшукової поліції у Російській імперії кінця XIX — початку XX століття, в обов'язки якого входили проведення зовнішнього спостереження і негласний збір інформації про осіб, що становлять інтерес.
На початку другої половини XIX ст. при установах кримінального і політичного розшуку діяли філери-агенти. Перший спеціальний філерський загін був створений у 1894 при Московському охоронному відділенні. Він нараховував 30 осіб. У 1902 загін був розформований, основна частина була розподілена по нових розшукових пунктах, а друга частина була передана Департаменту поліції. Діяльність філерів в першу чергу була спрямована на боротьбу з революційним рухом. Філери офіційно не числилися у штаті поліції.
Після затвердження нової інструкції у 1907 філери стали зараховуватися на посади околоточних наглядачів, городових, урядників. Їхня діяльність була тільки філерською, форму вони не носили. Філерами могли бути тільки особи, що мали добре здоров'я, відзначалися доброю пам'яттю, кмітливістю, мали непримітний зовнішній вигляд.
Більшість філерів були людьми малоосвіченими, і в цьому плані філерська служба, не зважаючи на всі зусилля чинів політичного розшуку, так і не змогла в основному піднятися вище унтер-офіцерського рівня.